# Baeolidia cryoporos
Baeolidia cryoporos is een slakkensoort uit de familie van de Aeolidiidae. De wetenschappelijke naam van de soort is voor het eerst geldig gepubliceerd in 1977 door Bouchet.